# Асаково
Асакове (рос. Асаково) — село у Одинцовському районі Московської області Російської Федерації.

## Розташування
Село Асакове входить до складу міського поселення Кубинка, воно розташовано на південний захід від Кубинки, на березі Нарських ставів. Найближчий населений пункт селище Рибкомбінату "Нара". 

## Населення
Станом на 2010 рік у селі проживало 29 осіб.